# Manfred de la Motte
Manfred de la Motte  (* 11. Januar 1935 in Iserlohn; † 19. März 2005 in Villingen-Schwenningen) war ein deutscher Ausstellungsmacher und Publizist. Zwischen 1961 und 1972 leitete er das Haus am Waldsee in Berlin, den Kunstverein Hannover und den Hamburger Kunstverein.

## Leben
Nach dem Abitur studierte Manfred de la Motte Kunstgeschichte und Sinologie und Japanologie an verschiedenen Universitäten. Von 1957 bis 1960 führte er mit Jean-Pierre Wilhelm die Galerie 22 in der Kaiserstraße 22 in Düsseldorf-Pempelfort. 1959 begegnete de la Motte dem Maler Walter Stöhrer. In de la Mottes Erinnerungen heißt es: „Ich war sehr aufgeregt, aber auch sehr stolz. In der Staatlichen Kunsthalle Baden-Baden wurde am 12. September 1959 der 1. Deutsche Kunstpreis der Jugend verliehen – und ich durfte zur Eröffnung der Ausstellung sprechen – zwischen dem Museumsdirektor und dem Kultusminister… Von Walter Stöhrer hing dort ein großes Bild, so erinnere ich mich jedenfalls, es hieß Yuma und war sehr eindrucksvoll. So was hatte ich noch nicht gesehen… Freudige Wiederbegegnung mit Stöhrer und seinem Werk dann 1962 in Berlin in der unvergesslichen Galerie Schüler. Schülers brachten mich auch dazu, meinen ersten Text über Walter Stöhrer zu schreiben.“
Von 1961 bis 1963 leitete de la Motte das Haus am Waldsee in West-Berlin. Mit seiner ersten Ausstellung,  Gegenwart bis 62, zeigte er die wichtigsten Maler des Informel der 1950er Jahre, von Mark Tobey, Henri Michaux und Jean Fautrier bis zu Jean Dubuffet, Robert Motherwell, Antonio Saura und Wols. An deutschen Malern waren Karl Otto Götz, Peter Brüning, Karl Fred Dahmen, Emil Schumacher und von den Berlinern Hann Trier, Fred Thieler und Hermann Bachmann vertreten. Eine weitere von de la Motte organisierte Ausstellung war über Skripturale Malerei; außerdem fanden Einzelschauen statt, unter anderen von Fred Thieler. Im Rahmen der im Münchner Haus der Kunst von Juni bis Oktober 1965 gezeigten Großen Kunstausstellung stellte de la Motte zudem die Sonderausstellung 14 Aspekte heutiger Kunst mit Werken von Künstlern der Neuen Gruppe, wie Peter Brüning und Gerhard Richter, zusammen.
Anschließend arbeitete de la Motte als Ausstellungsmacher in der Staatlichen Kunsthalle Baden-Baden. Von 1969 bis 1972 war er Direktor im Kunstverein Hannover. Im April 1972 übernahm er die Leitung des Hamburger Kunstvereins und schied zum Ende des Jahres wieder aus. Neuer Vorsitzender wurde Günther Gercken. Bis zu seinem Tod 2005 war Manfred de la Motte Dozent an verschiedenen Hochschulen, freier Ausstellungsmacher und Publizist.

## Auszeichnung
1984 Will-Grohmann-Preis

## Publikationen (Auswahl)
- Franz Mon, Walter Höllerer, Manfred de La Motte (Hrsg.), movens. Dokumente und Analysen zur Dichtung, bildenden Kunst, Musik, Architektur, Limes Verlag, Wiesbaden 1960.
- Manfred de la Motte, Fred Thieler 1961–1963, Oldenburger Kunstverein, 1963.
- Manfred de la Motte (Hrsg.), USA, West Coast  1972. Katalog zu den Ausstellungen im Kunstverein in Hamburg und im Kunstverein Hannover, Hamburg 1972.
- Manfred de la Motte (Hrsg.), Dokumente zum deutschen Informel. Galerie Marianne Hennemann, Bonn 1976.
- Manfred de la Motte (Hrsg.), Carl Buchheister. Ausstellungskatalog, Galerie Marianne Hennemann, Bonn 1977.
- Manfred de la Motte (Hrsg.), Karl Otto Götz. Ausstellungskatalog, Galerie Marianne Hennemann, Bonn 1978, ISBN 978-3-88482-019-3.
- Manfred de la Motte (Hrsg.), Karl Fred Dahmen. Ausstellungskatalog, Galerie Marianne Hennemann, Bonn 1979, ISBN 978-3-88482-020-9.
- Manfred de la Motte, Entwicklung einer Avantgarde in Österreich, Galerie Heimeshoff/Jochen Krüper, Essen 1983.
- Manfred de la Motte (Hrsg.), Sorgfalt '84. Positionen deutscher Kunst seit 1945. Begleitbuch zur Ausstellung vom 8. September bis 7. Oktober 1984 in der Halle am Stadion, Rottweil 1984.
- Manfred de la Motte, Victor Vasarely, Klett-Cotta, Stuttgart 1986, ISBN 978-3-608-76217-4.
- Manfred de la Motte (Hrsg.), Messensee. Edition der Galerie Nothelfer im Henssel-Verlag, Berlin 1992, ISBN 978-3-87329-894-1.
- Manfred de la Motte, Walter Stöhrer, Galerie Orangerie-Reinz,  Köln 1993.
- Manfred de la Motte, Bildhauer '95 in Deutschland, Kunstverein Augsburg, 1995.
- Manfred de la Motte, Das erste 24-Stunden-Kunstmuseum der Welt, Kunst-Stiftung Celle, Celle 1998, ISBN 978-3-925902-29-1.